# 長崎電気軌道1050形電車
長崎電気軌道1050形電車（ながさきでんききどう1050がたでんしゃ）は、1976年（昭和51年）に登場した長崎電気軌道の路面電車車両。1976年に同年3月で営業廃止となった仙台市電のモハ100形電車を譲り受けて誕生した。

## 概要
1976年3月に廃止された仙台市電（仙台市交通局）のモハ100形電車5両（117 - 119・121・124）を、西鉄北九州線100形の廃車発生品であるK-10型台車を組み合わせた、ワンマン運転対応の半鋼製ボギー電車である。
車体を流用した仙台市電モハ100形は、1952年（昭和27年）7月に新潟鐵工所で製造された旧モハ80形（1954年にモハ100形へと形式変更）で、製造当初は前面3枚窓、前後扉だったものを、1969年（昭和44年）のワンマン化改造で左右非対称の変則2枚窓、前中扉となり、1976年の廃止時まで使用された。
長崎電気軌道での運行開始にあたり、仙台市電とは軌間とワンマン装備が異なることから、福岡県の西鉄産業で、台車変更とそれに伴う台枠部の改造、台車まわりの側板切込みの拡大、固定式前面窓の一部開閉式化、ワンマン設備の長崎仕様化などが実施されている。また、一部の機器は自社保有の予備品に取り替えられている。
形式は当初「900形」が予定されていたが、9という数字が苦・窮といったマイナスイメージを連想させることから、仙台にちなんだ「1000」と、譲渡・運行開始の1976年の元号である「昭和51年」にちなんだ「50」を組み合わせて「1050形」と命名された。

## 運用
1976年10月6日に仙台市交通局職員参加のもと運行開始式が行われ、その後一般の営業運転に投入された。非冷房であったことから、1982年（昭和57年）の1200形登場以降は稼働率が低下し、1990年（平成2年）以降は老朽化により廃車が発生した。
1051は動態保存車として唯一残存し、1985年（昭和60年）には長崎電気軌道開業70周年記念事業の一環として仙台市電当時の塗色に戻された。非冷房車のため定期運用はなされず、イベント時などに臨時運行された。長崎スマートカードにも対応していたが、方向幕が小さいため系統番号を併記できず、系統板を掲出して表示していた。
東北地方太平洋沖地震（東日本大震災）発生直後の2011年（平成23年）3月24日から4月20日にかけて、かつて仙台市内を走っていたことから「がんばれ!!東北号」として運行された。被災地支援ための募金箱も設置され、最終的に32万1,230円の義援金が寄せられている。
しかし、動態保存の維持管理が困難になったため2019年（平成31年）3月30日にさよなら運転を行い、翌31日をもって引退した。2020年（令和2年）2月21日にはパンタグラフと内部の電気部品を除く車体部分においての譲渡が発表され、2021年春にリニューアルオープンする埼玉県所沢市の西武園ゆうえんちに譲渡・展示されることが決定。塗装をかつての都電カラーに変更したうえで、2021年（令和3年）5月19日より西武園ゆうえんちのエントランス前にて展示されている。

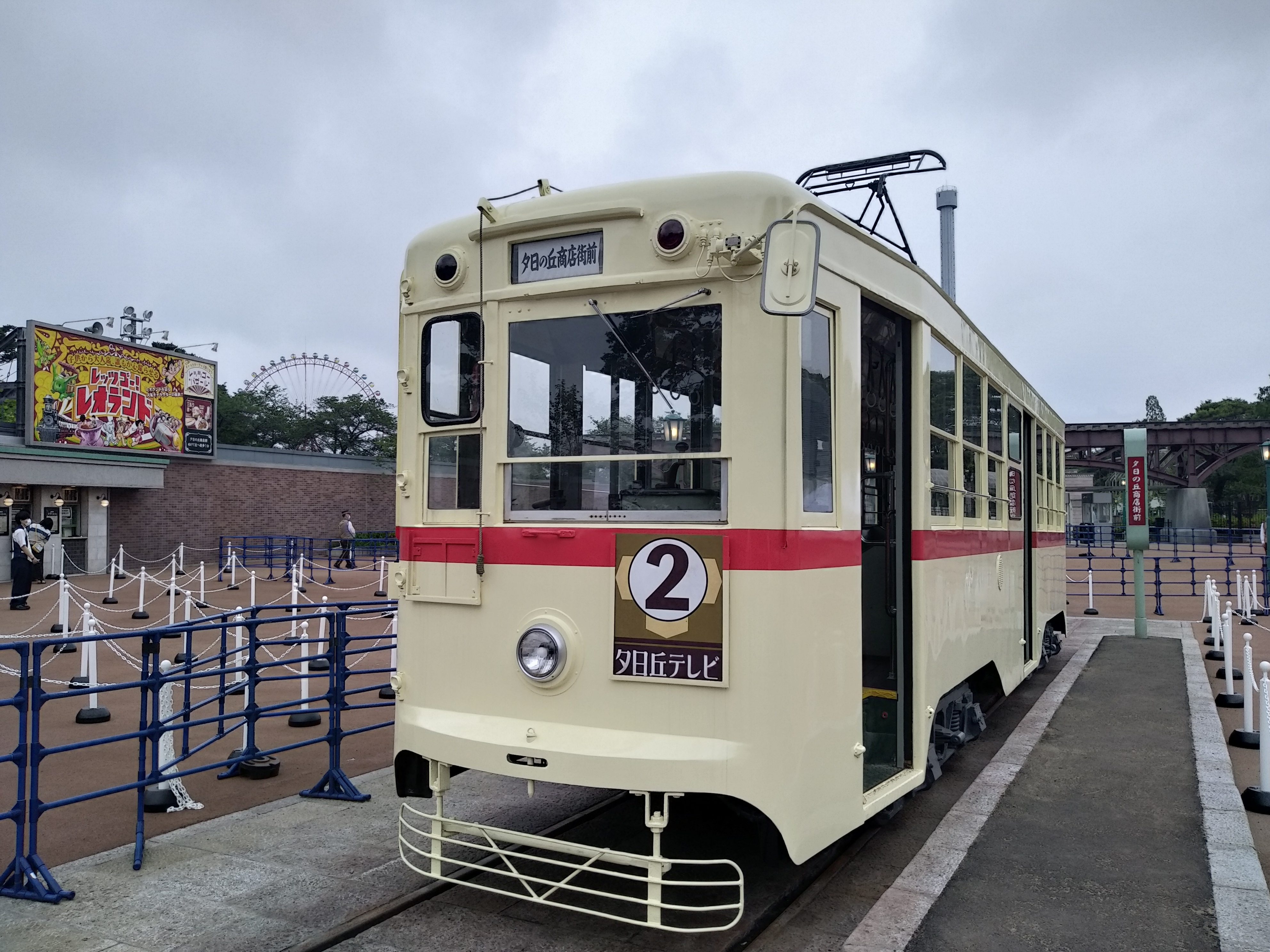
西武園ゆうえんちにて展示中の1051

## 車歴表
| 番号 | 仙台市電における番号 （括弧内はモハ80形時代） | 製造年月  | 長崎電軌への入籍日 | 備考                                                                   |
| ---- | --------------------------------------------- | --------- | ------------------ | ---------------------------------------------------------------------- |
| 1051 | 117（96）                                     | 1952年7月 | 1976年12月25日     | 2020年で除籍 西武園ゆうえんちにて展示                                  |
| 1052 | 118（97）                                     | 1952年7月 | 1976年12月7日      | 1993年9月1日付で除籍                                                   |
| 1053 | 119（98）                                     | 1952年7月 | 1976年10月29日     | 2000年12月30日付で除籍 宮城県仙台市秋保温泉駅跡で保存                  |
| 1054 | 121（100）                                    | 1952年7月 | 1976年11月25日     | 1990年12月5日付で除籍 オーストラリア・シドニー路面電車博物館で動態保存 |
| 1055 | 124（103）                                    | 1952年7月 | 1976年10月5日      | 1990年12月3日付で除籍 佐賀県鹿島市の保育園で保存                       |